# 富宁崖爬藤
富宁崖爬藤（学名：Tetrastigma funingense）是葡萄科崖爬藤属的植物，为中国的特有植物。分布于中国大陆的云南等地，生长于海拔1,000米的地区，多生长于石山，目前尚未由人工引种栽培。